# Memorial de Caen

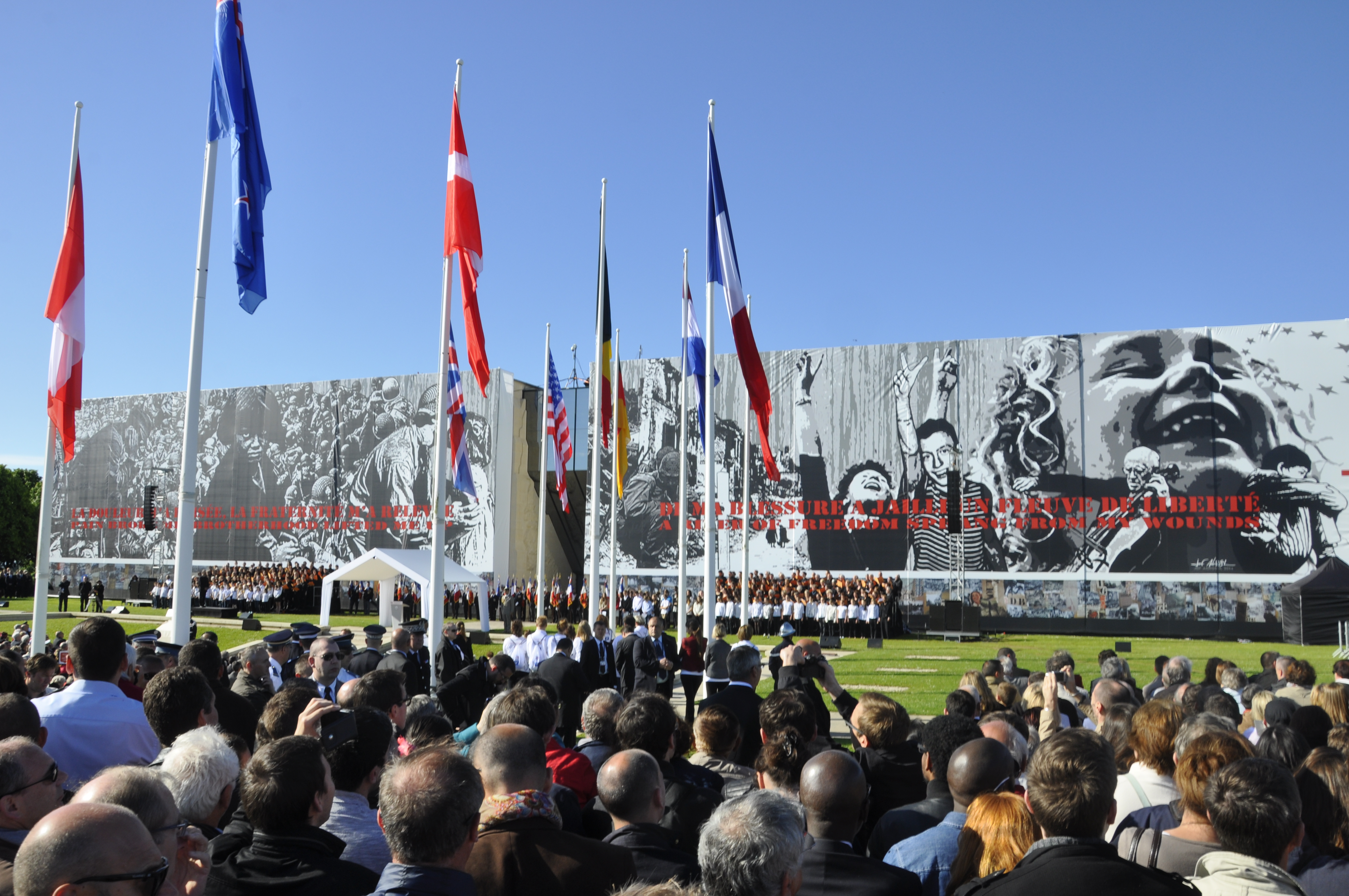
Fachada del Memorial de Caen.

El Memorial de Caen es un museo y memorial de guerra en Caen, Normandía, Francia que conmemora la Segunda Guerra Mundial y la Batalla de Caen. El edificio y las tierras están localizados en los suburbios del norte de la ciudad de Caen. El arquitecto fue Jacques Millet.
El monumento está dedicado a la historia de violencia y conflicto intensivo excepcional en el siglo XX y particularmente en la Segunda Guerra Mundial. El museo fue oficialmente abierto el 6 de junio de 1988 (el 44.º aniversario del Día D) por el presidente francés François Mitterrand. El edificio originalmente explicaba la Segunda Guerra Mundial, mirando las causas y el curso del conflicto.
El museo fue posteriormente extendido:
- En 1991 se añadió una galería dedicada al premio Nobel de la Paz.
- Tres jardines conmemorativos: El Jardín americano, El Jardín británico y el Jardín canadiense fueron dedicados a las tres naciones aliadas principales implicadas en la liberación de Francia.
- Una extensión que se centra en la Guerra Fría y la búsqueda de la paz fue abierta por Presidente Jacques Chirac en 2002. También contiene multitud de armas de guerra desactivadas, aviones y un fragmento del Muro de Berlín.

## Galería de imágenes

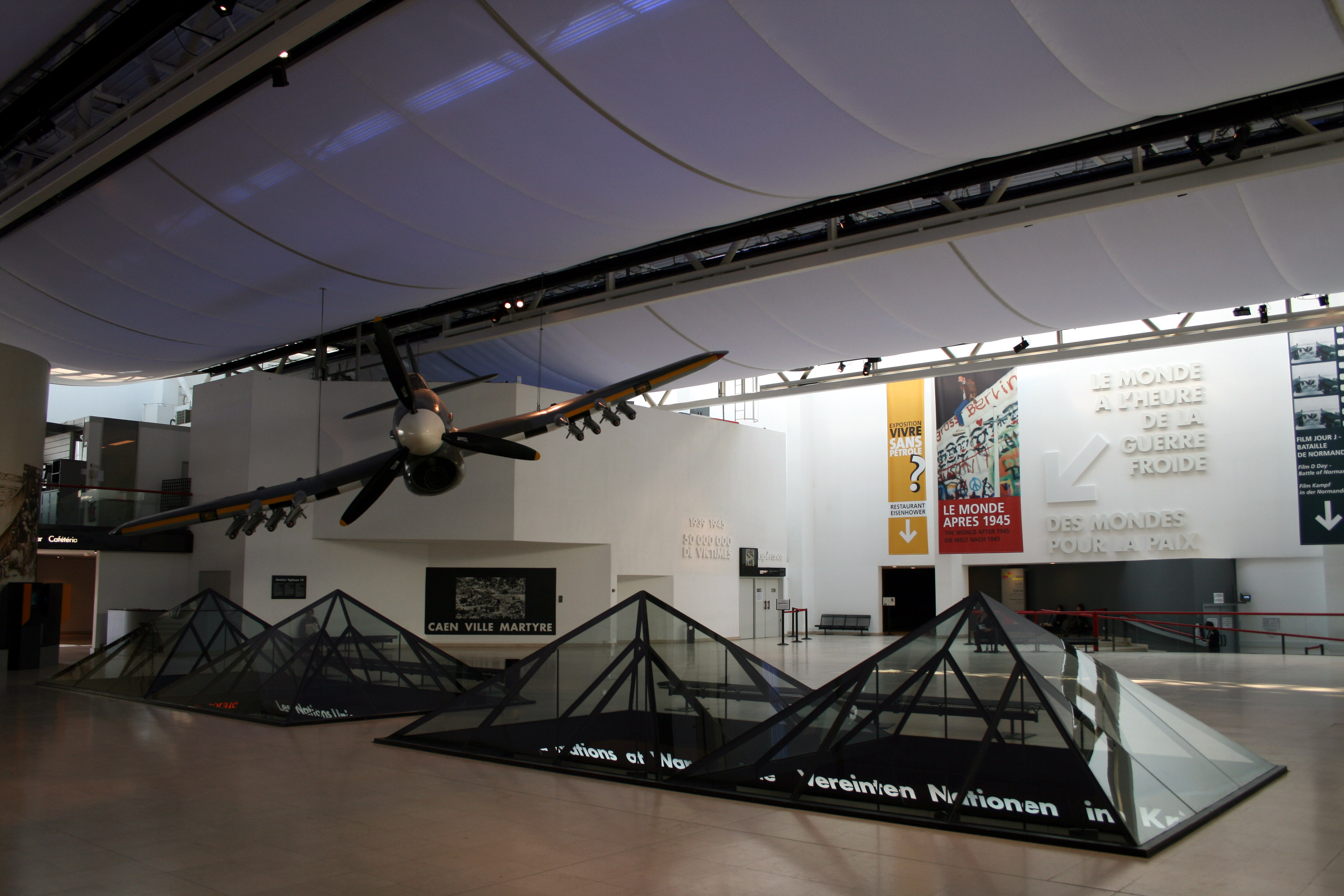
Sala.
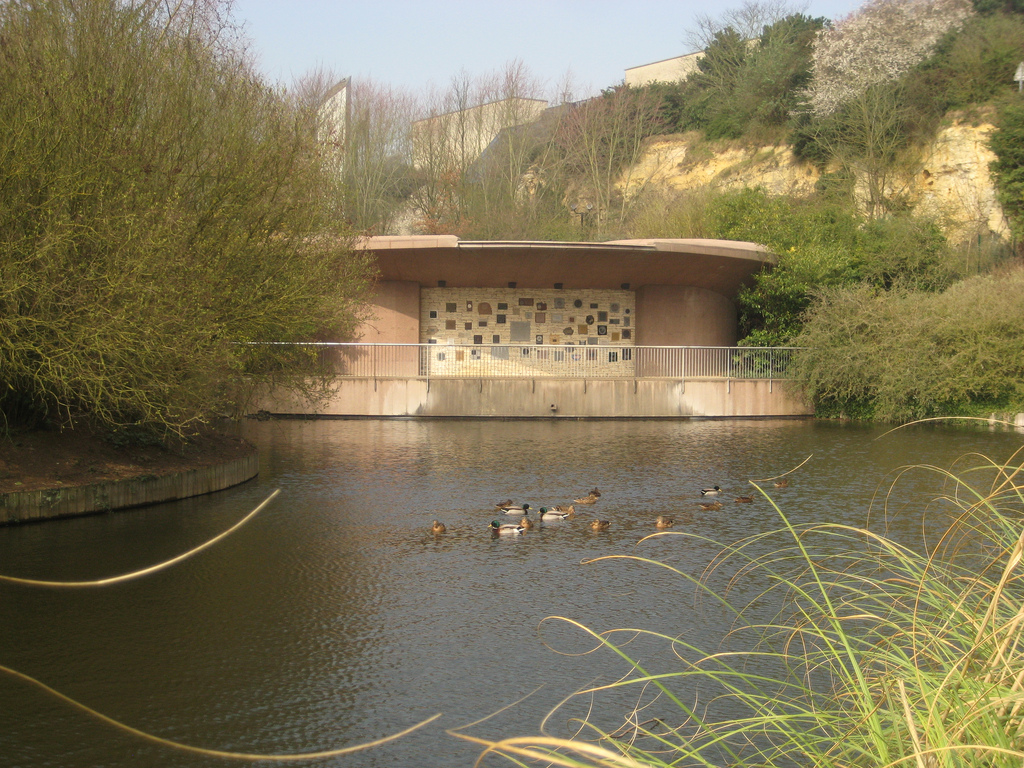
Jardín americano.
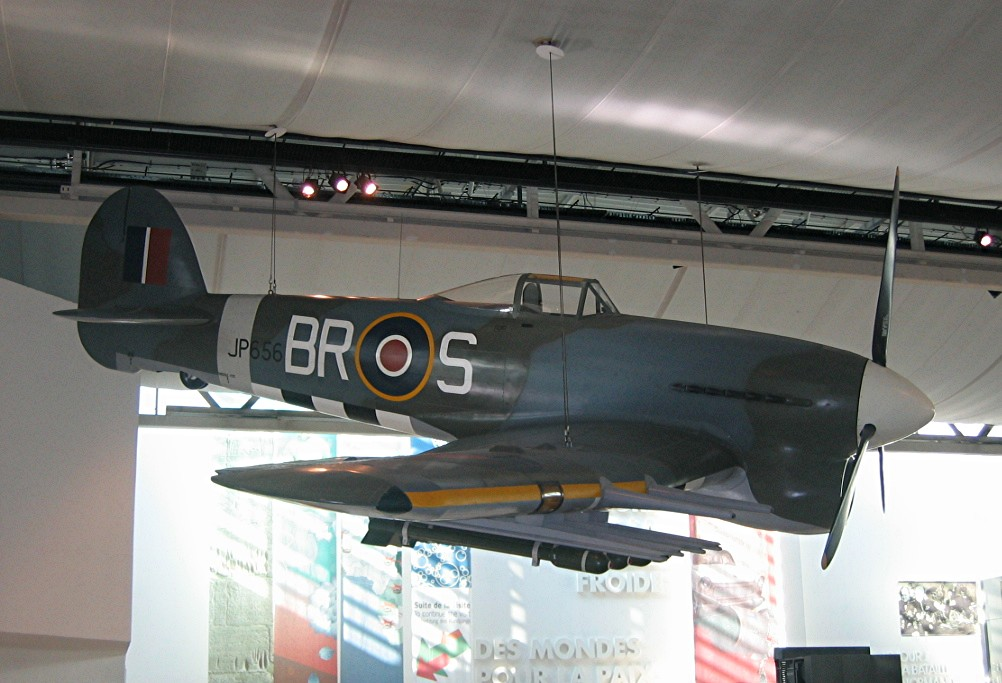
Cazabombardero Typhoon.
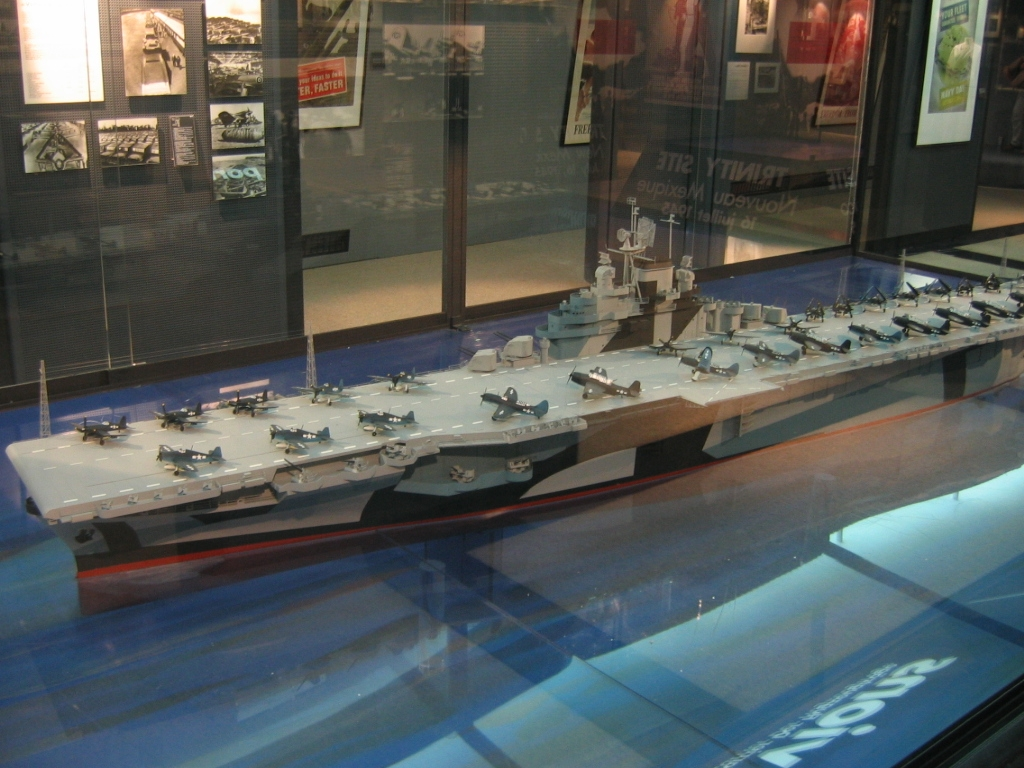
Modelo de portaaviones de EE. UU..
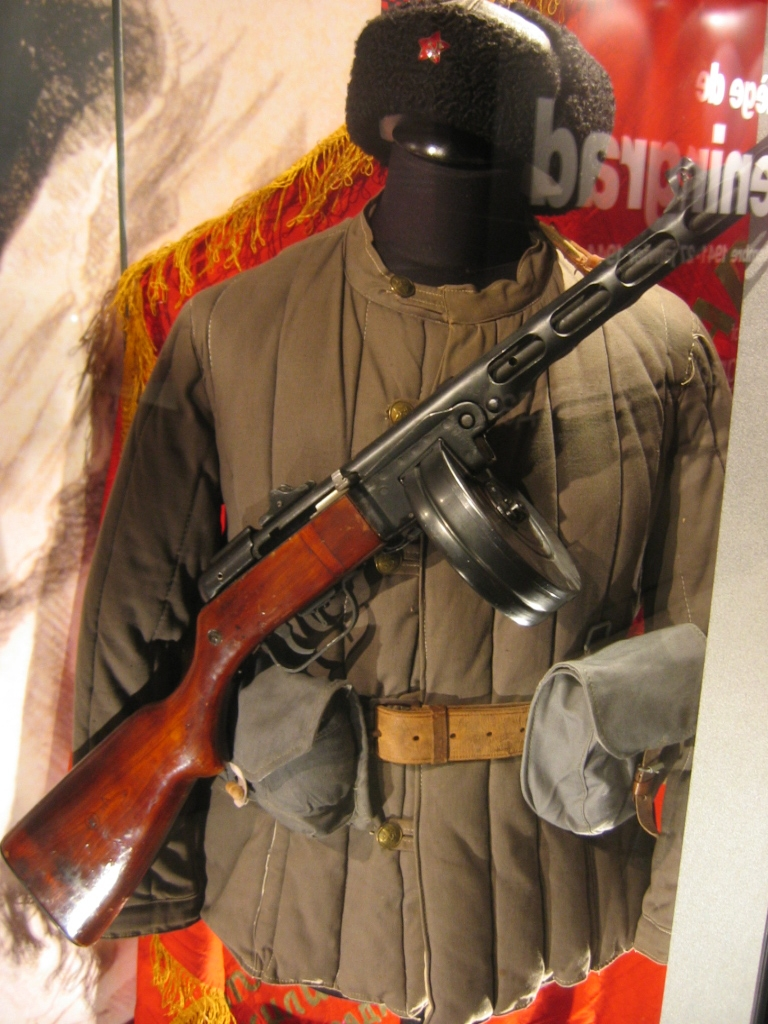
Uniforme del ejército soviético (1939-1945).
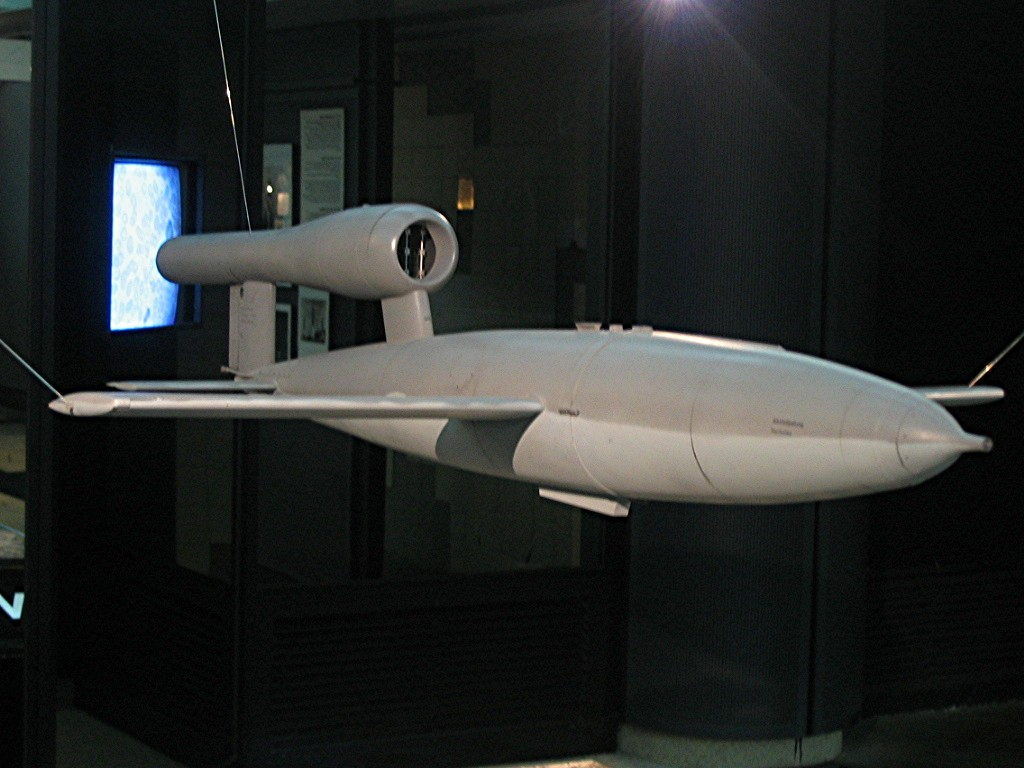
Misil alemán V1.